# Biangbiangnudlar

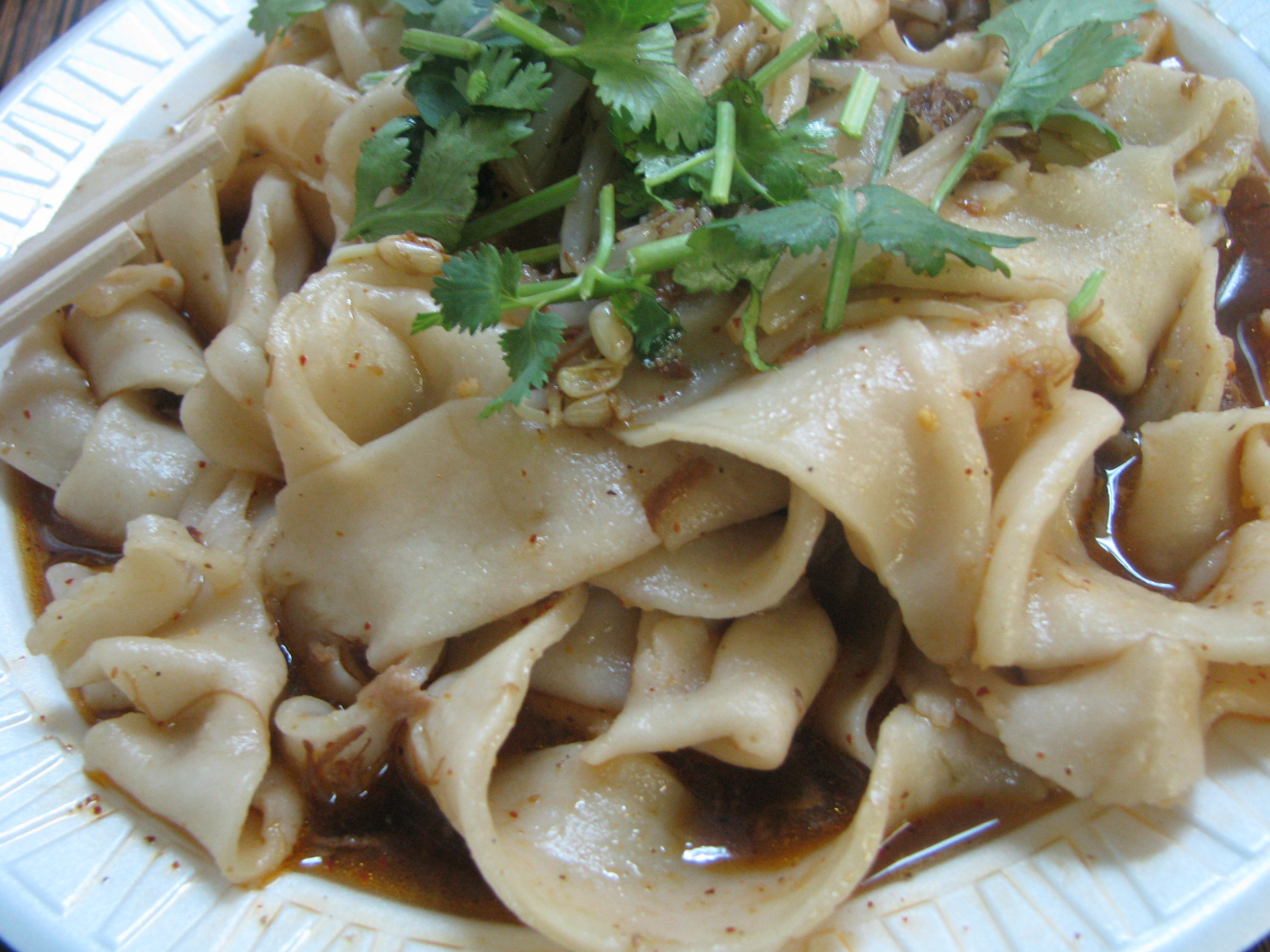
Biángbiángnudlar

Biángbiángnudlar (traditionell kinesiska: 麵?, förenklad kinesiska: 面?, pinyin: Biángbiáng miàn) även känt som traditionell kinesiska:油潑扯麵, förenklad kinesiska: 油泼扯面, pinyin:yóupō chěmiàn är en sorts nudlar som kommer från Hu härad i Shaanxi-provinsen i norra Kina. Nudlarna brukar benämnas en av de "tio konstiga underverk från Shaanxi"(kinesiska: 陕西十大怪). Nudlarna kan beskrivas likna ett bälte, med sin tjocklek, bredd och längd.
Nudlarna är handgjorda och var förr en fattigmans maträtt på landsbygden, men som sedan dess blivit trendigt på restauranger på grund av sitt udda namn.

## Kinesiska tecknet förbiáng
| Tecknet för biáng skrivet i kalligrafisk kaishu. |  | Tecknet för biáng skrivet i ett Song/Ming teckensnitt |
| Tecknet för biáng skrivet i kalligrafisk kaishu. |  | Tecknet för biáng skrivet i ett Song/Ming teckensnitt |

Tecknet för biáng består vanligtvis av 58 streck men kan variera mellan 54 och 71 streck, och anses vara det mest komplexa kinesiska tecknet som används vardagligt. Tecknet och stavelsen biáng återfinns dock inte i några moderna kinesiska ordböcker eller ens i Kangxi-ordboken och kan därför klassas som ett dialekttecken.
Tecknet består av 言 (tal, 7 streck) i mitten med 幺 (liten, 2x3 streck) på båda sidorna. Under 馬 (häst, 10 streck) med 長 (lång 2x8) på vardera sida. Detta centrala block är omgivet av 月 (måne 4 streck) till vänster, 心 (hjärta, 4 streck) under, 刂 (kniv 2 streck) till höger och 八 (åtta, 2 streck över. Dessa är i sin tur omgivna av ett andra lager av tecken med 宀 (tak 3 streck) över, 辶 (gå, 4 streck) till vänster och under.

### Fonetisk ersättning

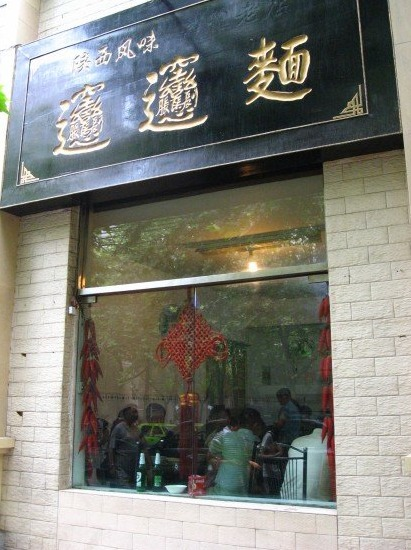
Restaurang specialiserad på Biangbiangnudlar

Tecknet kan inte skrivas på en dator, därför används en fonetisk ersättning därför används ofta 彪彪面 (pinyin: biāo biāo miàn) eller 冰冰面 (pinyin: bīng bīng miàn) istället då de låter nästan likadant.
Tecknet beskrivs på följande ideografiska sätt:
⿺辶⿳穴⿰月⿰⿲⿱幺長⿱言馬⿱幺長刂心

### Unicode
Tecknet har ännu inte lagts till i unicode, men det finns planer av Ideographic Rapporteur Group (IRG) att lägga det i CJK Unified Ideographs Extension E block.